# نمای اسپایدر
نمای اسپایدر به نوعی از نماهای مدرن شیشه‌ای خود ایستا (Spider glass facade) گفته می‌شود که در آن شیشه به وسیلهٔ اتصالات نقطه‌ای به سازه متصل می‌گردد. کاربرد اصلی نمای اسپایدر در ساختمان‌های تجاری و اداری بوده و در صفحه شیشه هیچ‌گونه سازه عمودی و افقی مشاهده نمی‌شود، موردی که در نماهای کرتین وال لامل به عنوان یک ضعف مطرح می‌گردد. به‌طور کلی نمای اسپایدر دارای سیستم متنوع ساختار سازه‌ای از سیستم سازه‌های فلزی، کابلی و شیشه‌ای می‌باشد که با توجه به کاربری ساختمان، بارگذاری و هزینه از آن‌ها استفاده می‌شود. استفاده از هرنوع ساختار شیشه در این نوع از پوسته نما بلامانع بوده که با توجه به شرایط محیطی و کاربری نما توسط تیم مهندسی نما تعیین می‌گردد.

## مزایا و معایب
نمای اسپایدر را میتوان نوعی نمای شیشه ای دانست که مانند تمامی نماهای ساختمانی دارای مزایا و معایبی می‌باشد که کاربرد آن را در شرایط خاصی محدود می‌کند.
معایب:
- دیتیل پیچیده بازشو
- نیاز به کنترل مداوم جهت اجرای صحیح آب‌بندی
- نیاز به محاسبات سازه و کنترل توسط مهندسین عمران در مقایسه با سیستم‌های مشابه مانند کرتین وال که نرم افزار ساده محاسباتی دارند

مزایا:
- وزن کم سازه و اتصالات
- شفافیت یکپارچه نما
- سادگی جزئیات اجرا
- امکان اجرا سطوح پیچیده بدون نیاز به فرم دهی سازه
- تنوع سیستم‌های زیرمجموعه نمای اسپایدر
- مقاومت در برابر نیروی زلزله از طریق امکان حرکت پنل‌های شیشه در روتل ها

## انواع سازه پوسته نما اسپایدر[۳]
سازه نگهدارنده اسپایدر می‌تواند کابل، خرپا یا سیستم‌های متنوع دیگر باشد. تصمیم‌گیری در این خصوص بر عهده معمار و مهندس طراح سازه می‌باشد. هرکدام از این دیتایل‌ها مزایا و معایبی دارند که به بررسی آن می‌پردازیم.

### اسپایدر با سازه خرپا فلزی
در این روش خرپا فلزی جهت تحمل بار مرده و بار دینامیکی طراحی شده و اسپایدرها با جوش یا پیچ بر روی این سازه نشسته و بار را منتقل می‌کنند. محاسبه خرپای اینچنینی بسیار ساده بوده و تولید این‌گونه خرپا نیز به سرعت انجام می‌پذیرد. می‌توان آن رارنگ پادرکوتینگ نمود و محاسبان ایرانی شناخت خوبی از عملکرد آن دارند.

### اسپایدر کابلی
در این روش سازه‌ای از کابل به صورت کراس و تور یا خرپا وظیفه تحمل بار و انتقال آن به تکیه گاه‌ها را بر عهده می‌گیرد. ویژگی خاص این‌گونه نما زیبایی منحصر به فرد آن می‌باشد. محاسبه این مدل سازه‌ها پیچیده بوده ولی شرکت‌های معتبر ایرانی و خارجی قادر به انجام محاسبات و طراحی این گونه سازه‌ها می‌باشند. تولید این قطعات هنوز در کشور امکان‌پذیر نیست و معمولاً در به کشور چین یا ترکیه سفارش داده میگردد.

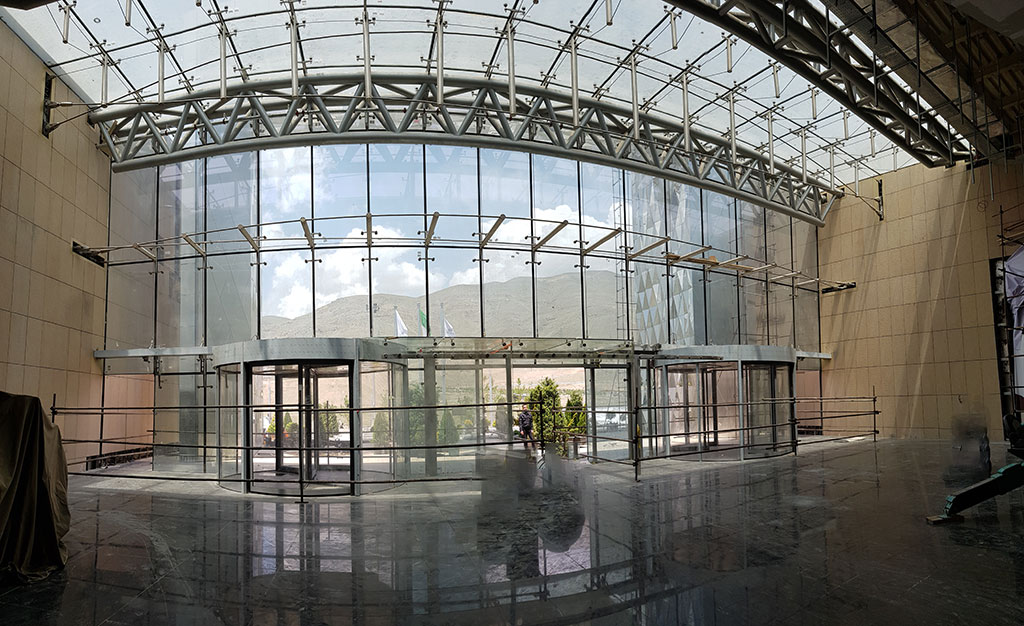
پوسته نمای اسپایدری ورودی های شمالی ایران مال

### اسپیس فریم
سازه‌های اسپیس فریم (space frame) فرم‌های هندسی منظمی می‌باشند که به‌طور متحد در کنار یکدیگر قرار می‌گیرند. با ترکیب اسپیس فریم می‌توان سازه‌های متنوعی را با سرعت بالا و به صورت پیش ساخته ایجاد نمود. اسپیس فریم‌ها به وسیله بست، گوی یا قطعات جوشکاری شده به یکدیگر متصل می‌گردند و شکل و سازه محکم و زیبایی را خلق می‌کنند که به واسطه شکل و ساختار هندسی خرپایی و تحمل کردن نیرو در جهات مختلف باعث استحکام سازه می‌گردد و برای ساخت انواع فضاها از قبیل دیواره سالن‌ها، سقف اسکای لایت و غیره کاربرد دارد.
می‌توان از سازه‌های اسپیس فریمی در ترکیب با قطعات اسپایدر نیز استفاده نمود تا پوسته ای یکپارچه و بدون المان‌های معماری مزاحم را خلق نمود. به عنوان مثال می‌توان از پوسته شیشه ای آسمان نمای گنبد مینا نام برد.

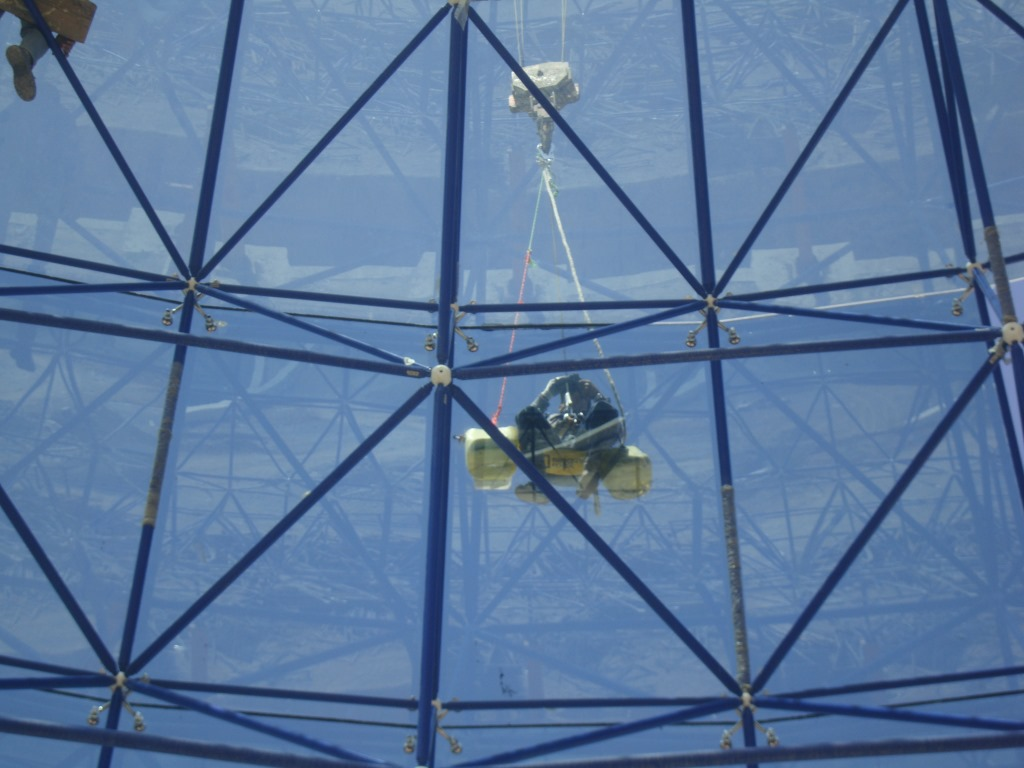
نمای اسپایدر گنبد مینا

### فین گلس
در این نوع نما انتقال بار به سازه توسط یک تیغه شیشه‌ای دو یا سه لایه صورت می‌گیرد. حاصل کار ظرافت و زیبایی و شفافیت فوق‌العاده می‌باشد. با توجه به شیشه ای بودن سازه این نوع پوسته‌ها باید دقت فراوانی در طراحی آن‌ها نمود تا با ضوابط وآیین‌نامه‌های ایران در مورد زلزله قابل دفاع شوند.

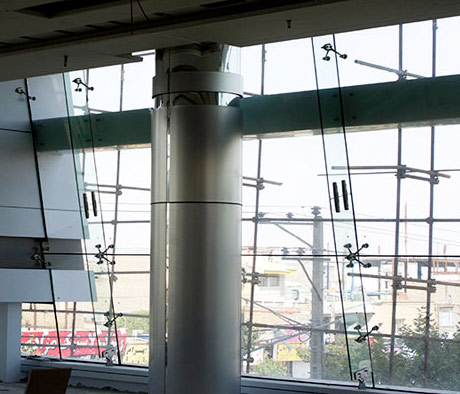
نمای شیشه اسپایدر فین گلس

## اسپایدر کلمپ/ ایکس
پنجه اسپایدر را می‌توان به شکل‌های مختلف طبقه‌بندی نمود ولی متداول‌ترین آن سیستم‌های کلمپ و ایکس می‌باشد. قطعات کلمپ به صورت یک گل میخ یا یک قطعه صلیب شکل بوده که شیشه را در خود جای می‌دهند و قطعات ایکس قطعاتی هستند که به صورت حرف ایکس یا اچ انگلیسی بوده و توسط پیچ‌هایی که در شیشه جاسازی می‌شوند به اسپایدر متصل می‌گردند.

## شیشهاسپایدر دوجداره
با کمک نوعی اورینگ که در حفاظ گازدار شیشه قرار می‌گیرد می‌توان تا شیشه‌های ۴ جداره گازدار و لمینیت نیز تولید نمود. همکنون در ایران بزرگترین شیشه سیکوریت لامینه قابل تولید 7 متر طول و ۲٫۴ عرض دارد که هر پلاک آن حدود 1.4 تن ( برای دو شیشه لامینیت که به هم دوجداره شده اند) وزن دارد.

## مراحل نصب نمای اسپایدر
نمای اسپایدر شیشه‌ای علاوه بر ایجاد ظاهری جذاب برای لایه بیرونی ساختمان‌ها، می‌توانند به‌عنوان یک‌لایه مناسب با ساختار نفوذناپذیر، ایمنی بالا، کاهش تعدیل دمایی و بسیاری کاربردهای دیگر اشاره نمود. بااین‌حال نصب اصولی و اجرای مراحل به شیوه استاندارد می‌تواند در دستیابی به چنین مزایایی تأثیرگذار باشند. 
مهم‌ترین مراحل اجرای نمای اسپایدر شیشه‌ای جدا از نوع سازه و طراحی نما به شرح ذیل هستند:
1.	 در مرحله اول مهندسین با استفاده از بازدیدهای مکرر و ابزارهای دیجیتالی دقیق، نقاط اتصال، اندازه و ابعاد بخش‌های مختلف نما را مشخص می‌کنند.
2.	 پس از آماده‌شدن نقشه، اجرای زیرسازی نما برای اجرای صفحات شیشه‌ای بر اساس نوع طراحی نمای اسپایدر اعم از خرپا، کابلی یا فین گلس آغاز می‌گردد. سازه اصلی نما طبق اندازه‌های موجود در نقشه برش و متصل خواهند شد. در این مرحله وجود خطای اندازه‌گیری می‌تواند هزینه‌های بسیاری را به بار آورد.
3.	 پس از نصب سازه اصلی اتصالات عنکبوتی مربوط به نصب صفحات شیشه‌ای نیز نصب می‌گردد.
4.	 همچنین پس از نصب اتصالات پیچ و قطعات عنکبوتی، سیستم‌های ضربه‌گیر در فواصل بین سازه فلزی و صفحات شیشه‌ای در جای خود قرار می‌گیرند.
5.	 در این مرحله جذاب نوبت به نصب صفحات شیشه‌ای می‌رسد. به‌نحوی‌که ابتدا صفحات شیشه‌ای بر اساس طرح نما هر کدام در جایگاه خود قرار گرفته و به دنبال آن اقدامات لازم برای فیکس کردن موقعیت آنها صورت می‌گیرد.
6.	 در نهایت با نصب شیشه‌ها موقعیت آنها از لحاظ انحراف در محدوده مجاز نیز مورد بررسی قرارمی گیرند. در پایان کار متریال‌های مربوط به عایق‌بندی نما نیز به کار گرفته می‌شود.